# Royal Affair
Royal Affair (En kongelig affære) è un film del 2012 diretto da Nikolaj Arcel.
Dramma in costume ambientato nel XVIII secolo, alla corte di Cristiano VII di Danimarca, si concentra sulla storia d'amore tra la moglie del sovrano, Carolina Matilde di Hannover, e il medico di corte Johann Friedrich Struensee. È interpretato da Alicia Vikander nel ruolo di Carolina, Mads Mikkelsen nel ruolo di Struensee e Mikkel Boe Følsgaard in quello di Cristiano.
È stato candidato all'Oscar al miglior film straniero per la Danimarca nel 2013.

## Trama
La principessa Carolina Matilde di Hannover, appena quindicenne, lascia la Gran Bretagna per andare in sposa al cugino Cristiano VII, l'altrettanto giovane re di Danimarca e Norvegia. Già formale e privo d'affetto, il loro matrimonio è aggravato dal carattere schizofrenico e paranoico di Cristiano, non estraneo a episodi di violenza: i membri del suo consiglio privato, pur concordi nel definirlo malato di mente, sono abili nel sfruttare la sua condizione per privare il già inesperto sovrano di ulteriore potere decisionale, rendendolo nient'altro un burattino in mano di cortigiani arrivisti.
Dal canto suo Carolina, colta, acuta e appassionata delle arti, viene privata all'arrivo di molti dei suoi libri preferiti perché ritenuti pericolosi dal pensiero oscurantista, ed è costretta a passare le giornate annoiandosi e adempiendo freddamente ai doveri coniugali, finché non dà alla luce Federico, l'ambito erede maschio. La giovane regina prende a isolarsi sempre di più, annichilita da un'esistenza formale e ripetitiva, non guadagnandosi certo simpatie a corte. Anche Cristiano smette di fare l'amore con lei, preferendo sperperare danaro in bordelli di quart'ordine.
Un giorno, giunge a corte Johann Struensee, un medico di campagna tedesco che si guadagna la fiducia del sovrano salvando il piccolo Federico dal vaiolo grazie a un vaccino da lui creato. Non è però la volontà di affermarsi a muoverlo: un fervente illuminista, Johann vorrebbe influenzare in tal senso la politica della Danimarca, ma può molto poco contro il potere del consiglio. Sfruttando il suo rapporto privilegiato con Cristiano, lo convince quindi a smettere di farsi manovrare dai membri del consiglio e a far scrivere a lui i suoi proclami, nei quali invoca riforme a favore del popolo, fino a governare di fatto in sua vece, abolendo la tortura, garantendo la libertà di stampa e limitando i privilegi dei nobili.
Johann trova uno spirito affine in Carolina, con cui si trova spesso a passeggiare a cavallo per discutere. Tra i due fiorisce un'intesa che culmina in un sentimento nuovo per Carolina: l'amore. Rimasta incinta di Johann, è costretta a fare di nuovo l'amore con suo marito per convincere la corte che la principessa Luisa Augusta sia in realtà figlia di Cristiano. Tuttavia, la Regina vedova Giuliana Maria, matrigna di Cristiano, intuisce la verità grazie alle indiscrezioni di una dama di compagnia e diffonde i suoi sospetti a corte. Cristiano va su tutte le furie, ma finisce lo stesso per perdonare Johann, che considera il suo unico vero amico e il solo a corte a non essersi mai approfittato della sua condizione.
I membri del consiglio, avendo scoperto che Cristiano progetta di sollevarli dall'incarico, iniziano a tramare per ripristinare l'ordine, aiutati dalla Regina vedova che ha in odio Carolina e dal popolo che mal sopporta i cambiamenti introdotti da uno straniero in odore di immoralità. Convinto dal consigliere Ove Høegh-Guldberg che Johann stia tramando per ucciderlo e impadronirsi del trono, il Re lo condanna a morte. All'ultimo momento, però, se ne pente e firma la grazia, ma Guldberg temporeggia nel consegnarla e Johann muore decapitato. Il consiglio revoca poi le sue riforme. Carolina, disperata, cerca di scappare con i bambini, ma le guardie la fermano consegnandola alla Regina vedova, che le strappa i figli e la esilia.
Tempo dopo, malata e ormai prossima alla morte, Carolina finisce di scrivere una lettera destinata ai figli riguardo a quanto veramente accaduto a corte e ordina alla sua dama di compagnia di consegnargliela non appena saranno cresciuti. Dieci anni più tardi, Federico e Luisa Augusta, rispettivamente di quindici e dodici anni, leggono la lettera e chiedono udienza al padre. Entro un anno, Federico assumerà la reggenza con un colpo di mano grazie all'aiuto di Cristiano, esiliando i cattivi consiglieri, e nei successivi decenni, ora re di Danimarca, avvierà numerose riforme ispirate a quelle di Johann.

## Produzione

### Sviluppo
Arcel e Heisterberg hanno cominciato a lavorare ad un sceneggiatura sulla figura di Johann Friedrich Struensee verso il 2007, ispirati dalla lettura del romanzo di successo Il medico di corte (1999) dello scrittore svedese Per Olov Enquist.
Il romanzo di Enquist ha fornito considerevole ispirazione al film, soprattutto nella rappresentazione di Struensee come un idealista e martire civile del liberalismo. Tuttavia, i diritti cinematografici del romanzo erano già detenuti da un consorzio formato dalla tedesca ZDF e la scandinava Nordisk Film, che premevano invece per un adattamento in lingua inglese con protagonista star internazionali e non erano intenzionati a cederli alla Zentropa, produttrice del film di Arcel e Heisterberg, della quale peraltro Nordisk possedeva il 50% delle quote aziendali.
Per risolvere lo stallo il film risulta ufficialmente tratto da un romanzo softcore danese, Prinsesse af blodet (2000) di Bodil Steensen-Leths, da cui però Arcel e Heisterberg hanno attinto però per pochi elementi, come l'idea di presentare la storia attraverso gli occhi di Carolina Matilde di Hannover. Per evitare accuse di plagio, la Zentropa ha chiesto ad Enquist di chiarire quali parti del romanzo fossero finzione e quali invece realtà storica, e quindi liberi da diritto d'autore, impiegando poi un'esperta nella consultazione di fonti letterarie per assicurarsi che romanzo e sceneggiatura fossero sufficientemente dissimili, facendo riscrivere ad Arcel e Heisterberg diversi passaggi.

### Pre-produzione
Lo produzione del film è partita nel 2011, dopo quattro anni di sviluppo. Mads Mikkelsen è stato scelto subito per il ruolo di Struensee, mentre Alicia Vikander e l'esordiente Mikkel Boe Følsgaard, uno studente della Scuola di Teatro e Danza Contemporanea, sono stati scoperti tramite provini.
Il film è costato 47,7 milioni di corone danesi, cifra pari a 7,9 milioni di dollari. Di queste, 7 milioni e mezzo di corone (pari a 1,2 milioni di dollari) sono venute dal Danske Filminstitut, mentre quasi un milione di euro dal fondo europeo Eurimages.

### Riprese
Il film è stato interamente girato in Repubblica Ceca per ragioni fiscali, oltre che perché in Danimarca non esistevano quasi più castelli del periodo che non fossero stati rimodernati. Le riprese si sono tenute a Praga, ai Barrandov Studios e nei dintorni, e sono durate quaranta giorni, cominciando nel marzo 2011.

## Distribuzione
Il film è stato presentato in anteprima in concorso al Festival internazionale del cinema di Berlino il 16 febbraio 2012. È stato distribuito poi nelle sale cinematografiche danesi da Nordisk Film a partire dal 29 marzo 2012, mentre in quelle svedesi dal 13 aprile seguente.
È stato distribuito nelle sale cinematografiche italiane da Academy Two a partire dal 29 agosto 2013.

## Accoglienza
Il film ha incassato 14 758 997 dollari in tutto il mondo, di cui 6 586 880 in Danimarca.

## Riconoscimenti
- 2013 - Premio Oscar
  - Candidatura per il miglior film straniero (Danimarca)
- 2013 - Golden Globe
  - Candidatura per il miglior film straniero
- 2012 - Festival di Berlino
  - Miglior interpretazione maschile a Mikkel Boe Følsgaard
  - Migliore sceneggiatura a Nikolaj Arcel e Rasmus Heisterberg
  - In concorso per l'Orso d'oro
- 2012 - European Film Award
  - Candidatura per la miglior scenografia a Niels Sejer
  - Candidatura per la miglior colonna sonora a Gabriel Yared e Cyrille Aufort
- 2012 - Satellite Award
  - Migliori costumi a Manon Rasmussen
  - Candidatura per la miglior scenografia a Niels Sejer
  - Candidatura per il miglior film straniero
- 2013 - Critics' Choice Award
  - Candidatura per il miglior film straniero
- 2013 - Premio César
  - Candidatura per il miglior film straniero
- 2013 - Premio Robert[10][11]
  - Miglior regia a Nikolaj Arcel
  - Miglior attore non protagonista a Mikkel Boe Følsgaard
  - Miglior attrice non protagonista a Trine Dyrholm
  - Miglior fotografia a Rasmus Videbæk
  - Miglior colonna sonora a Gabriel Yared e Cyrille Aufort
  - Miglior scenografia a Niels Sejer
  - Migliori costumi a Manon Rasmussen
  - Miglior trucco a Ivo Strangmüller
  - Migliori effetti speciali a Jeppe N. Christensen, Esben Syberg e Rikke Hovgaard Jørgensen
  - Candidatura per il miglior film
  - Candidatura per il miglior attore a Mads Mikkelsen
  - Candidatura per la miglior attrice ad Alicia Vikander
  - Candidatura per la miglior sceneggiatura a Nikolaj Arcel e Rasmus Heisterberg
  - Candidatura per il miglior montaggio a Mikkel E. G. Nielsen
  - Candidatura per il miglior sonoro a Claus Lynge e Hans Christian Kock
- 2013 - Premio Bodil[12][13]
  - Miglior attore a Mikkel Boe Følsgaard
  - Miglior fotografia a Rasmus Videbæk
  - Premio "Henning Bahs" a Niels Sejer
  - Candidatura per il miglior film
  - Candidatura per il miglior attore a Mads Mikkelsen
  - Candidatura per la miglior attrice ad Alicia Vikander
  - Candidatura per il miglior attore non protagonista a Thomas W. Gabrielsson
  - Candidatura per la miglior attrice non protagonista a Trine Dyrholm